# Київські гори

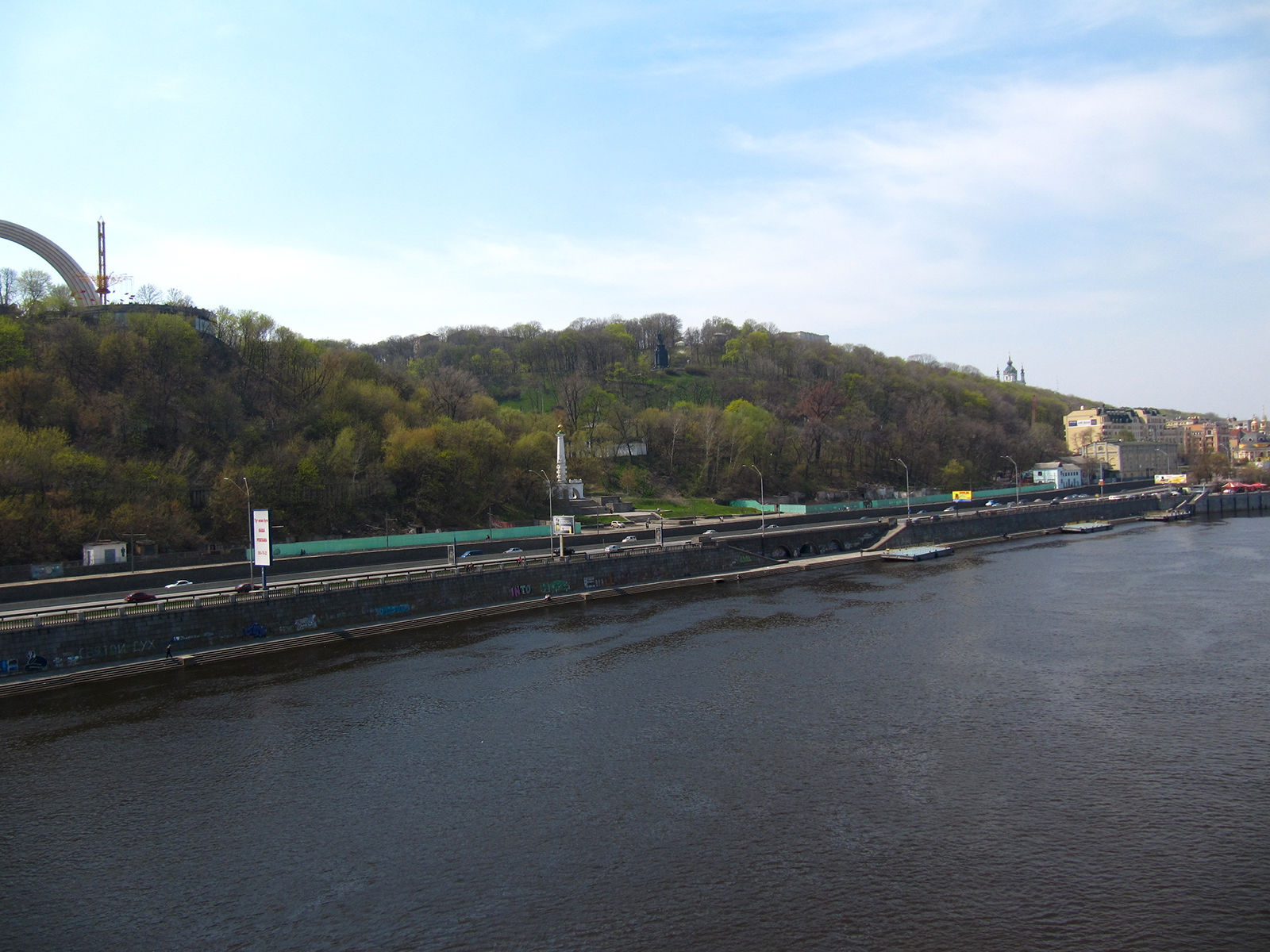
Київські гори

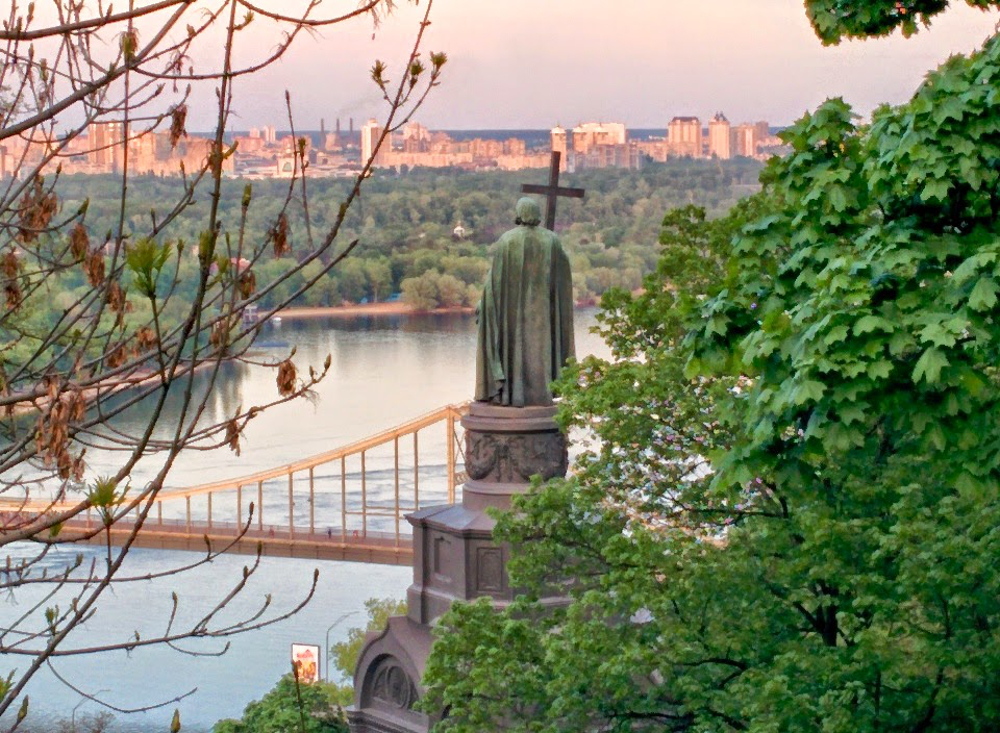
Володимирська гірка, вид на Дніпро

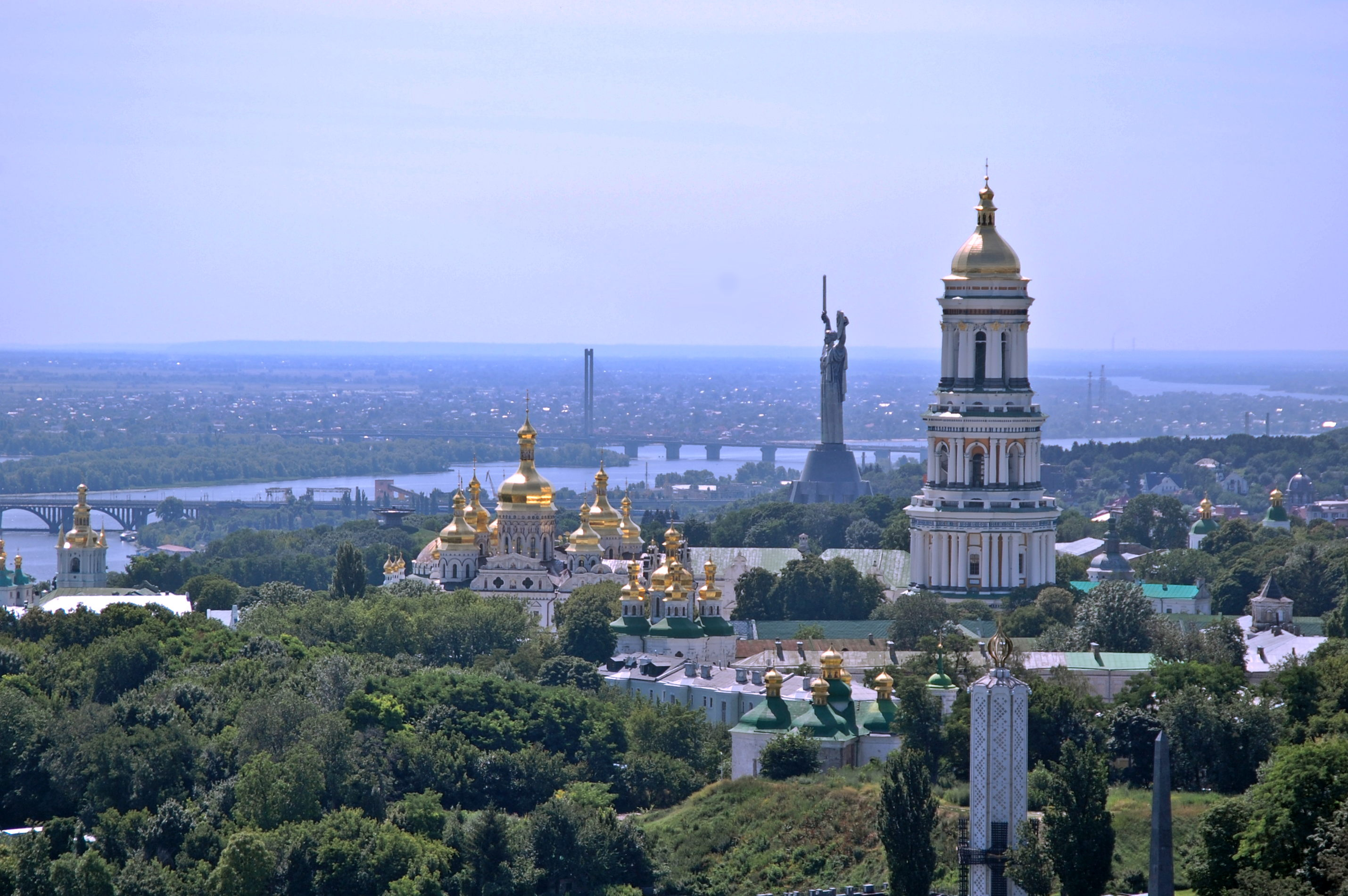
Краєвид із Печерських пагорбів

Ки́ївські го́ри — пагорби в історичній частині Києва, які являють собою відроги Київського плато - частини Придніпровської височини, що панують над Поліською низовиною, уздовж Дніпра та давньої київської місцевості Поділ. У широкому значенні — усі більш-менш високі пагорби на території сучасного Києва.
У 2010 році Київські гори від моста Патона до Кирилівської церкви визнано пам'яткою культурної спадщини України.

## Історія
Київські гори нерозривно пов'язані з історією Києва. Так, легенда про заснування Києва каже, що саме з цих гір веде свою історію сучасний Київ. Повість минулих літ подає такий переказ:
|  | И быша 3 брата, единому имя Кий, а другому Щекъ, а третіему Хоривъ, и сестра ихъ Лыбѣдь. И сѣдяше Кій на горѣ, кдѣ нынѣ увозъ Боричевъ, а Щекъ сѣдяше на горѣ, кдѣ нынѣ зовется Щековица, а Хоривъ на третіей горѣ, отнюдуже прозвася Хоривица; створиша городокъ, во имя брата ихъ старѣйшаго, и нарекоша его Кыевъ. |

## Геологія

Київські гори над Подолом XIX ст.

Київські гори є частиною крайових відрогів Київського плато Придніпровської височини, що тягнуться від Києва до Канева. Згідно з фізико-географічним районуванням України, являють собою лісостеповий підвищений розчленований ландшафт. Основою Київських гір є юрські, крейдяні, палеогенові, неогенові та антропогенові поклади. Верхні шари являють собою товстий шар лесу, на якому сформувалися сірі та світло-сірі опідзолені пилувато-легкосуглинисті ґрунти.
Утворення Київських лесових гір пов’язано з відступом останнього великого морського басейну – Харківського (більш як 20 млн. років тому) та наступного тектонічного підняття. В той час на колишньому дні моря, вкритому осадовими породами, сформувалися платоподібні долини, що зазнали впливу вітряної та водної ерозії. Складний рельєф пізніше дещо згладили льодовикові товщі під час передостаннього Дніпровського зледеніння. Втім, по своєму східному краю Київське плато продовжувало зазнавати сильної водної ерозії, пов’язаної із стоком з його схилів поверхневих вод у Дніпро. Внаслідок цього східний його край виявився сильно ерозійно-розсічений. Так утворилися окремі Київські гори.

## Список пагорбів та їхня висота в метрах

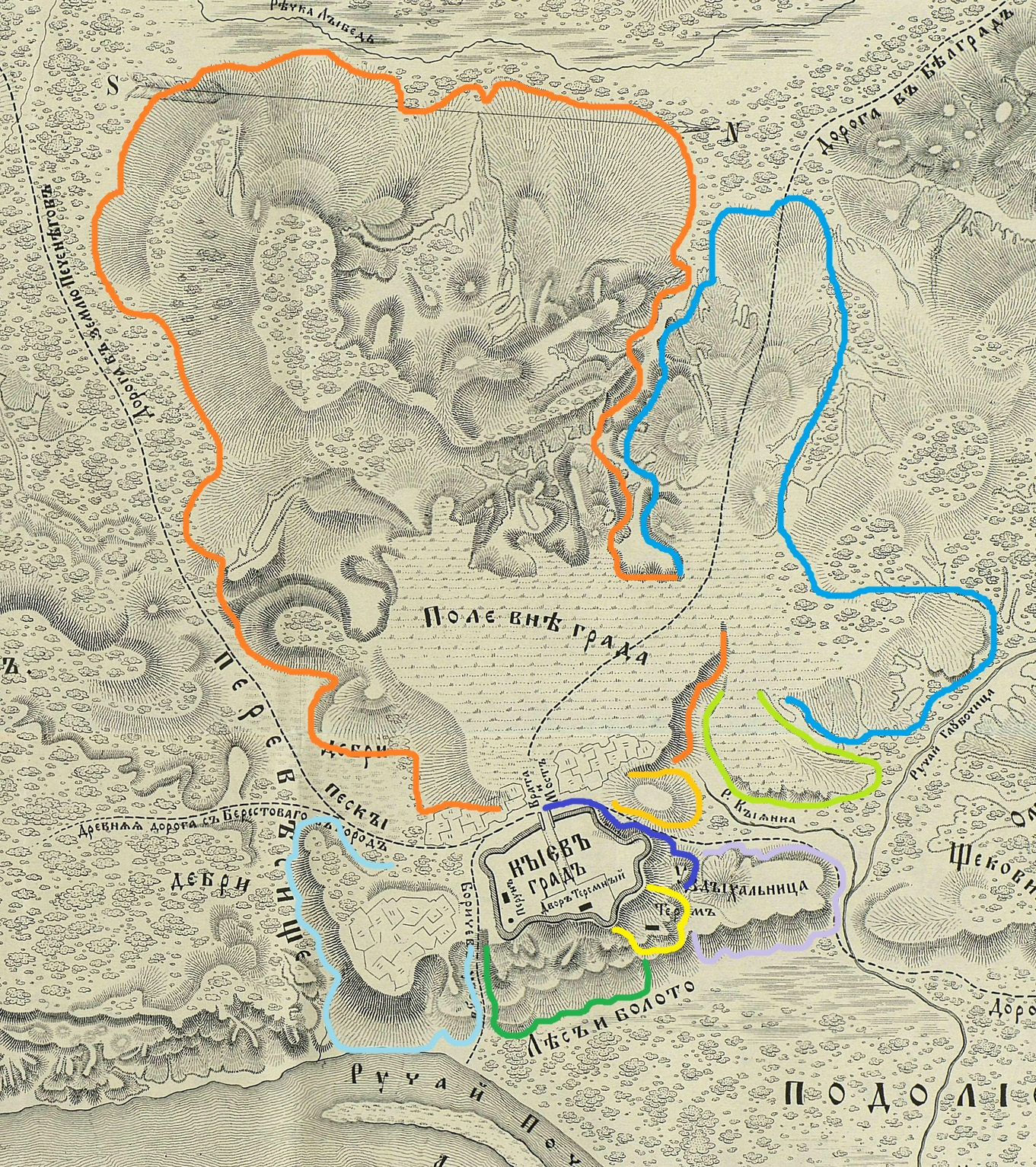
Центральна частина київських гір: Старокиївське плато; Старокиївська гора; Андріївська гора; Уздихальниця; Дитинка; Михайлівська гора; Кудрявець; Волова гора; Замкова гора.

- Старокиївська гора — 185,1
- Щекавиця (Олегівка) — 172,2
- Юрковиця — 173,5
- Замкова гора (Киселівка, Флорівська) — 169,1
- Андріївська гора (включає гору Уздихальниця) — 167,7
- Михайлівська гора (Хрещатицька, Володимирська) — 187,7
- Печерські пагорби (включають з'єднані між собою парки і заповідник, з півночі на південь: Хрещатий парк, Міський сад, Маріїнський парк, Аскольдова могила, Парк Вічної Слави, Національний Києво-Печерський історико-культурний заповідник, Печерський ландшафтний парк) — 196,8
- Кудрявець — 173,7
- Кирилівська гора — 185,5

## Інші київські пагорби та їхня висота в метрах

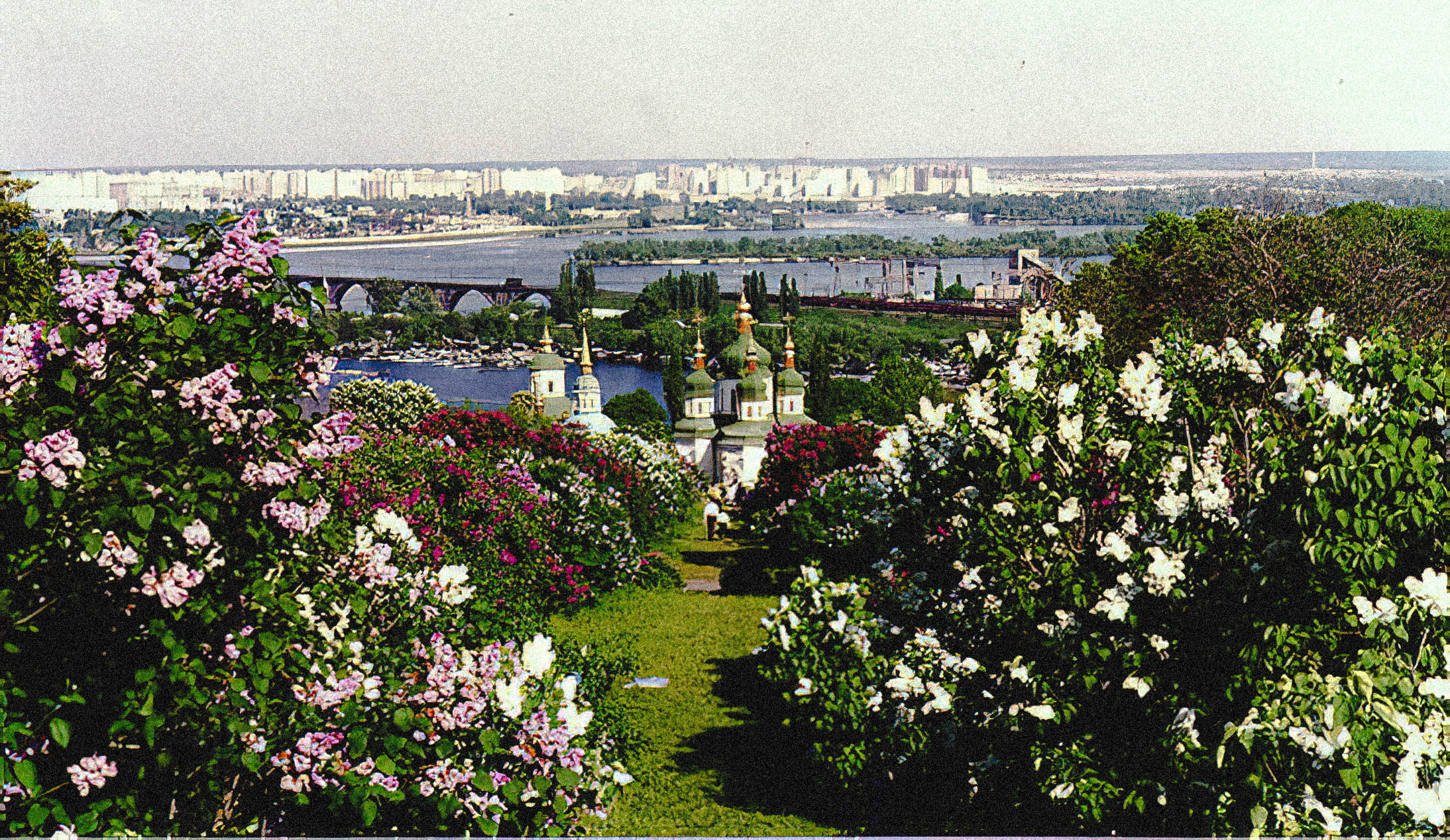
Національний ботанічний сад імені Миколи Гришка НАН України, Бусова гора

- Батиєва гора — 185,2
- Байкова гора — 152,6
- Черепанова гора — 184,9
- Бусова гора (Звіринецька гора) — 188,8
- Багринова гора — 170
- Чорна гора — 142,5
- Лиса гора — 156,6
- Вітряні гори — 174,4
- Вовча гора — 185,2

## Місцевості висотою понад 200 метрів
Згідно з картами Google у Києві є наступні місцевості висотою понад 200 метрів:
- Старий Київ, на південний-захід від Софійського собору, в районі вулиць: Рейтарської, Стрілецької, Ярославого Валу та Олеся Гончара.
- Печерськ, в районі Маріїнського парку та вулиць: Михайла Грушевського, Липської, Шовковичної, Інститутської, Садової та Кріпосного провулку.

## Фунікулер

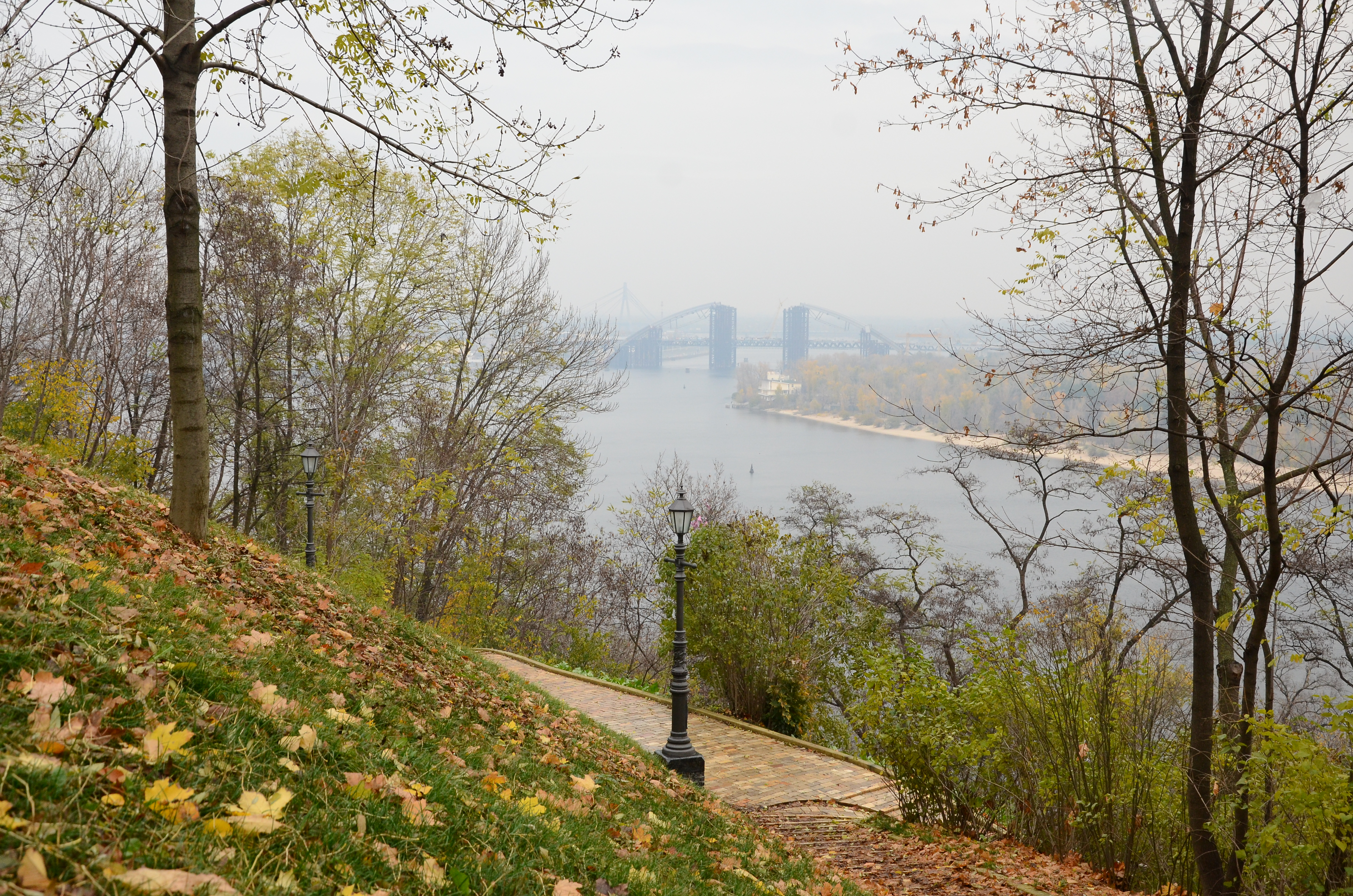
Володимирська гірка восени

У 1905 році було відкритий київський фунікулер, що з'єднує Поділ з Верхнім містом і пролягає по схилах Михайлівської гори над мальовничим парком Володимирська гірка. Фунікулер популярний як серед туристів, так і як звичайний вид муніципального транспорту.
Цікаво, що 22—25 березня 2013 року під час снігопаду, що був рекордним за останні 100 років спостереження, фунікулер використовувався як підйомник для катання на лижах та сноубордах з Володимирської гірки та по Андріївському узвозі.